# Stirling
Stirling (škotsko Stirlin; škotskogelsko Sruighlea, škotskogelska izgovorjava: [ˈs̪t̪ɾuʝlə]) je mesto v osrednji Škotski, 42 km severovzhodno od Glasgowa in 60 km severozahodno od Edinburga. Trško mesto, obdano z bogatimi kmetijskimi zemljišči, je zraslo, ko je povezalo kraljevo citadelo, srednjeveško staro mestno jedro s trgovci, stirlinški stari most in pristanišče. Stirling, ki leži ob reki Forth, je upravno središče območja Stirlinškega sveta in je tradicionalno okrožno mesto Stirlingshire. Pregovorno je to strateško pomembna »vrata v Višavje«.
Rečeno je bilo, da »Stirling kot ogromna broška združuje Višavje in Nižavje skupaj«. Podobno »kdor ima Stirling, ima Škotsko« se včasih pripisuje Robertu Brucu. Ključni položaj Stirlinga kot najnižje premostitvene točke reke Forth, preden se ta razširi proti Firth of Forth, je postal osrednja točka za potovanja proti severu ali jugu.
Ko je bil Stirling začasno pod anglosaško oblastjo, so ga po legendi iz 9. stoletja napadli danski osvajalci. Vendar je zvok volka prebudil stražarja, ki je opozoril svojo garnizijo, zaradi česar so se Vikingi umaknili. To je vodilo do tega, da je bil volk sprejet kot simbol mesta, kot je prikazano na Stirlingovem vrču iz leta 1511. Območje je danes znano kot Wolfcraig. Še danes se volk pojavlja z jastrebom na grbu sveta skupaj z nedavno izbranim geslom: »Trdni kot skala«.
Stirlingu, ki je bil nekoč glavno mesto Škotske, vizualno dominira Stirlinški grad. Stirling ima tudi srednjeveško župnijsko cerkev, cerkev svetega Rude, kjer je 29. julija 1567 Adam Bothwell, orkneyjski škof, mazilil mladega Jakoba VI. za škotskega kralja, bogoslužje pa se je zaključilo po pridigi Johna Knoxa. Pesnika Kinga je izobraževal George Buchanan, odraščal pa je v Stirlingu. Kasneje je bil 25. julija 1603 okronan tudi za kralja Anglije in Irske, kar je zbližalo države Združenega kraljestva. Moderni Stirling je središče lokalne uprave, visokega šolstva, turizma, maloprodaje in industrije. Po popisu sredi leta 2012 je ocenjeno število prebivalcev mesta 36.440; širše območje občine Stirling ima približno 93.750 prebivalcev.
Stirling, eno glavnih kraljevih utrdb Kraljevine Škotske, je kralj David I. Škotski leta 1130 ustanovil kot kraljevo mesto. Leta 2002 je Stirling kot del zlatega jubileja kraljice Elizabete II. dobil status mesta.

## Ime(na) in etimologija
Stirling kot ime se v zgodnjih virih pojavi kot Strivelin(g), kasneje postane Stirveling in končno Stirling. Njegov pomen in celo jezik izvora sta predmet razprave. Leta 1930 so krajevna imena Škotske J. B. Johnstona predlagala britski izvor in večina komentatorjev je potem mislila, da je ime verjetno britsko. Owen Clancy je pokazal, da je britska etimologija malo verjetna, in ime izpeljal iz gelščine srib-linn, kar pomeni 'bazen v reki'.
Geografski pregled Britanije v Cerkveni zgodovini angleškega ljudstva iz 8. stoletja, ki ga je napisal Beda Častitljivi, omenja tudi kraj, imenovan urbs Giudi ('mesto Giudi'). Čeprav njegova lokacija ni gotova, je študija iz leta 2023 ugotovila, da je »Stirling lokacija urbs Giudi, čemur je večina učenjakov naklonjena«, in sama podprla to identifikacijo.(str.3) To ime naj bi bilo etimološko keltsko. Historia Brittonum iz 9. stoletja omenja na videz podobno bitko, imenovano urbs Iudeu, za katero so mnogi učenjaki domnevali, da je enaka Bedovim urbs Giudi, vendar ta identifikacija ni zanesljiva.

## Zgodovina

### Predzgodovina
Kamnita cisterna, najdena v vrtcu Coneypark leta 1879, je Stirlingov najstarejši katalogiziran artefakt. Kosti iz cist so bile radiokarbonsko datirane in ugotovljeno je bilo, da so stare več kot štiri tisočletja in izvirajo iz časovnega razpona od 2152 do 2021 pr. n. št. Človek z vzdevkom Torbrex Tam, čigar kosti so odkrili delavci, je umrl pri dvajsetih letih. Druge najdbe iz bronaste dobe v bližini mesta prihajajo iz okolice Cambusbarrona. Mislili so, da so stoječi kamni v Randolphfieldu stari več kot 3000 let, vendar nedavno radiokarbonsko datiranje kaže, da morda izvirajo iz časa Brucea.
Najzgodnejše znane strukture v Stirlingu so zdaj uničene, vendar so sestavljale dva neolitska Cursus v Bannockburnu. Najzgodnejša znana ohranjena stavba je utrdba na Gillies Hillu, ki so jo zgradili ljudje iz železne dobe pred več kot 2000 leti. Znani sta dve strukturi: trenutno imenovana Wallstale Dun na južnem koncu Touchadam Craiga in utrdba Gillies Hill na severozahodnem koncu potoka. Struktura Wallstale je poznejša od utrdbe Gillies Hill in je po obliki sorodna stolpom, zdi se, da te sovpadajo z rimskim obdobjem in jih je približno 40 na širšem območju. Južno od mesta je še vedno mogoče najti prazgodovinske rezbarije v kraljevem parku.

### Rimski in zgodnji srednji vek
Njegova druga pomembna geografska značilnost je bližina najnižjega mesta reke Forth. Nadzor nad mostom je prinesel vojaško prednost v času nemirov in trošarine ali poštnine v miru. Ni presenetljivo, da so bili v pokriti kabini na sredini mostu nameščeni trošarinski možje, ki so pobirali davek od vseh, ki so z blagom vstopili v kraljevo mesto. Stirling je ostal najnižji zanesljiv prehod reke (to je brez trajekta, ki je odvisen od vremena ali sezonskega prehoda) vse do izgradnje nihajnega mostu Alloa med Throskom in Alloo leta 1885.
Mesto ima dve latinski gesli, ki sta se pojavili na najzgodnejšem meščanskem pečatu, katerega odtis iz leta 1296 je zabeležen. Prvo se nanaša na zgodbo, ki jo je zapisal Boece, ki pripoveduje, da sta leta 855 Škotsko napadla dva princa iz Northumbrije, Osbrecht in Ella. Združila sta svoje sile s Cumbrijskimi Britanci, da bi premagali Škote. Ko so zavarovali Stirlinški grad, so zgradili prvi kamniti most čez reko Forth.
Na vrhu naj bi dvignili razpelo z napisom: Anglos, a Scotis separat, crux ista remotis; Arma hic stant Bruti; stant Scoti hac sub cruce tuti. John Bellenden je to ohlapno prevedel kot »Sem svoboden marke, kot lahko potniki vedo, Škotom, Britancem in Inglismanom«. Morda je bil kamniti križ tromejnik za meje ali pohode treh kraljestev; križ je deloval kot ločevalni ozemeljski znak in kot povezovalni kamen priče, kot v biblijski zgodbi v Jozuetu 22. »Angleži in Škoti tukaj označeni, S tem križem so ločeni. Britanci in Škoti oboroženi stojijo blizu, S tem križem stojijo varni tukaj.« S tem bi križ na sredini prvega kamnitega mostu postal srce Škotske.
Stirlingov pečat ima samo drugi del, v nekoliko drugačni obliki:
Hic Armis Bruti Scoti Stant Hic Cruce Tuti
(»Britanci in Škoti oboroženi in blizu, ob tem križu stojijo varni tukaj.«)
Očitno latinščina ni prvorazredna s štirimi zlogi v cruce tuti, vendar se zdi, da je pomen v tem, da Britanci iz nižinskega Strathclyda na južni obali in Škoti višavskih Pictov na severni obali drug pred drugim ščitijo svoje skupno krščanstvo.
Sodobnejši prevod nakazuje, da bi bilo bruit bolje brati kot brute, tj. surovi Škoti, kar pomeni, da se je neškotska identiteta obdržala v Stirlingu nekaj časa po vključitvi v deželo, ki jo je nadziral škotski kralj.
Drugi moto je:
Continet Hoc in Se Nemus et Castrum Strivelinse
(»V tem pečatu sta pritisnjena les in grad do mesta "Stirling".«)
Trdilo se je, da je pečat "Most" veljal za Burghov pečat, pečat "Castle" pa je bil preprosto hrbtna stran, uporabljena, ko je bil pečat pritrjen s čipko na listino. To se ujema z opisom v uradni publikaciji (ki črkuje Bruti samo z eno črko t). Na voljo so jasnejše slike z drugačnimi črkami. Sibbald je obe gesli združil v eno samo rimo; ni pokazal, da je seznanjen z Boecejevim delom.
Stirling je kralj David I. v 12. stoletju prvič razglasil za kraljevo mesto, kasnejše listine pa so ponovno potrdili naslednji monarhi. Trajekt in kasneje most na reki Forth pri Stirlingu je prinesel bogastvo in strateški vpliv, prav tako njegovo pristanišče za plimovanje v Riversideu. Glavne bitke med vojnami za neodvisnost Škotske so potekale pri Stirlingovem mostu leta 1297 in pri bližnji vasi Bannockburn leta 1314, v kateri sta sodelovala Andrew Moray in William Wallace oziroma Robert Bruce. Po bitki pri Stirlingovem mostu sta Moray in Wallace pisala hanzeatskim voditeljem Lübecka in Hamburga, naj spodbujata trgovino med škotskimi pristanišči (kot je Stirling) in temi nemškimi mesti. V spopadu je bilo tudi več obleganj gradu Stirling, predvsem leta 1304.

### Pozni srednji vek in zgodnji novi vek
Drugo pomembno zgodovinsko mesto na tem območju so ruševine opatije Cambuskenneth, počivališče škotskega kralja Jakoba III. in njegove kraljice Margarete Danske. Kralj je umrl v bitki pri Sauchieburnu s silami, ki jih je nominalno vodil njegov sin in naslednik Jakob IV. Med vojnami treh kraljestev je 12. septembra 1648 v središču Stirlinga potekala tudi bitka pri Stirlingu. Utrdbe so še naprej igrale strateško vojaško vlogo med jakobitskimi vstajami v 18. stoletju. Leta 1715 grofu Maru ni uspelo prevzeti nadzora nad gradom. Januarja 1746 je vojska Bonnie princa Charlieja prevzela nadzor nad mestom, a gradu ni zavzela. Ob nadaljnjem umiku proti severu so razstrelili cerkev sv. Ninija, kjer so hranili strelivo; le stolp je preživel in ga je mogoče videti še danes. Grad in cerkev sta prikazana na Blaeujevem zemljevidu iz leta 1654, ki izhaja iz Pontovega prejšnjega zemljevida.
Cerkev sv. Rude, ki stoji v bližini gradu, je ena zgodovinsko najpomembnejših stavb v mestu. Ustanovljen leta 1129 je druga najstarejša stavba v mestu za gradom. Obnovljena je bila v 15. stoletju, potem ko je leta 1405 Stirling utrpel katastrofalen požar, in velja za edino ohranjeno cerkev v Združenem kraljestvu, razen Westminstrske opatije, v kateri se je odvijalo kronanje. 29. julija 1567 je bil mali sin Marije, škotske kraljice, v cerkvi maziljen za Jakoba VI. Jakobova nevesta Ana Danska je bila okronana v cerkvi v palači Holyrood v Edinburgu. Kongregacija Svetega Rude se še vedno srečuje in ohranjeni so nekateri župnijski zapisi iz 19. stoletja. Na stolpu in apsidi cerkve so jasno vidne sledi strelov iz mušket, ki bi lahko prišle od Cromwellovih čet med vojnami treh kraljestev.
Z gospodarskega vidika je mestno pristanišče podpiralo zunanjo trgovino, saj je v preteklosti opravljalo pomembno trgovino v nizozemskih deželah, zlasti z Bruggeom v Belgiji in Veerejem na Nizozemskem. V 16. stoletju je bilo v Danzigu v Prusiji toliko Škotov, da so imeli svojo cerkveno kongregacijo in trgovanje s tem mestom je omenjeno v zapisniku Sveta Stirling iz leta 1560. Približno v času Johna Cowana obstaja poročilo, ki navaja, da je na Poljskem živelo približno 30.000 škotskih družin, čeprav je bilo to morda pretiravanje. Potekala je tudi trgovina z Baltikom, na primer trgovina z lesom z Norveško.
Ko je jakobitska grožnja zbledela, vendar preden so bile vzpostavljene železnice, so višavski goniči goveda uporabljali Auld Brig na poti na trg v Falkirk ali Stenhousemuir. Trikrat na leto se je na desettisoče govedi, ovc in ponijev preselilo skupaj na srečanja na jugu, nekateri pa so šli do Carlisla ali celo londonskega Smithfielda. Obstaja zapis o štiri milje dolgem repu (živine), ki se je razvil od St. Niniansa do Bridge of Allan, potem ko je bil cestninar iz St. Niniansa v sporu.

### Viktorijansko in moderno obdobje
V zgodnjem 19. stoletju je med Stirlingom in Newhavnom ali Grantonom vozil »izjemno nizkocenovni« parnik. Prihod železnic leta 1848 je povzročil upad rečnega prometa, nenazadnje zato, ker je nihajni most Alloa navzdol omejeval dostop za ladijski promet. Tudi železnica je ponudila priložnost, saj je eno podjetje Riverside prodajalo svoje žetvene stroje tako daleč, kot sta Sirija in Avstralija. Podobno je bilo leta 1861 ustanovljeno podjetje za izdelavo otroških vozičkov. Te otroške vozičke so izvažali v Kanado, Južno Ameriko, Indijo in Južno Afriko.
Princes Street drill hall je bila dokončana leta 1908, občinske stavbe, ki so večino 20. stoletja tvorile sedež sveta Stirling Burgh, pa so bile dokončane leta 1918.
Po blokadah med svetovnima vojnama se je uporaba pristanišča nekoliko povečala, vključno s trgovino s čajem z Indijo. Toda z odprtimi običajnimi ladijskimi potmi je zaradi rasti železnic, vključno z mostom Forth Rail Bridge, pristanišče postalo neekonomično in do sredine 20. stoletja je pristanišče prenehalo delovati.

## Geografija
Stirling je znan kot prehod v Višavje in na splošno velja, da zavzema strateški položaj na točki, kjer se bolj položno, večinoma valovito škotsko nižavje sreča z razgibanimi pobočji višavja vzdolž  preloma Highland Boundary Fault. Ostrost tega kontrasta dokazujejo številni hribi in gore nižjega višavja, kot sta Ben Vorlich in Ben Ledi, ki ju je mogoče videti severozahodno od mesta. Po drugi strani pa je Carse of Stirling, ki se razteza zahodno in vzhodno od mesta, eno najbolj ravnih in najbolj kmetijsko produktivnih zemljišč v celi Škotski.
Zemljo okoli Stirlinga sta najbolj prizadeli ledeniška erozija in usedanje. Samo mesto je zraslo okoli svojega gradu, ki stoji na starodavnem pragu iz kremena in dolerita, znanem kot Stirlingov prag, glavnem obrambnem položaju, ki je bil na najnižjem prehodu na reki Forth. Stirling stoji ob reki Forth na točki, kjer se reka razširi in postane zaliv. Vzhodno od mesta nad obzorjem prevladujejo hribi Ochil, pri čemer je najvišji vrh v območju Ben Cleuch, čeprav je Dumyat bolj opazen iz Stirlinga. Ochili se srečajo z ravnim robom (poplavno ravnico) reke Forth vzhodno od značilne geografske značilnosti opatije Craig, hriba s skalami in repom, na katerem stoji 67 m visok Wallaceov spomenik. (William Wallace)
Tako kot večina Združenega kraljestva ima Stirling oceansko podnebje (Köppen Cfb) z milimi poletji in hladnimi, mokrimi zimami. Stirling ima nekaj najtoplejših poletij na Škotskem, saj je relativno daleč od hladilnih učinkov Severnega morja in Firth of Clyd.

### Območja Stirlinga
Vrh mesta sestavljajo Broad Street, Castle Wynd, Ballengeich Pass, Lower Castle Hill Road, Darnley Street, Baker Street (prej Baxters St), St John Street in St Mary's Wynd. Vse te ulice vodijo do gradu in so priljubljeno zatočišče turistov, ki se ustavijo v starem mestnem jedru, Mar's Wark, Argyll's Lodging in gradu. Prelaz Ballengeich vodi do pokopališča v Ballengeichu, grajski Wynd pa se vije mimo starega pokopališča. Vrh mesta od ulice Broad Street navzgor je znan po tlakovanih cestah, na poti navzdol pa je slišati ropotanje avtomobilov po tlakovcih. Na poti navzgor so očitne obrtne trgovine in turistično osredotočene trgovine, ko ste na vrhu, pa je na voljo panoramski razgled na Stirling in naprej.

## Kultura
Hoja po markah je navada, ki se je verjetno začela v 12. stoletju. Edini način, da bi zaščitili mestne meje, je bil, da jih vsako leto obhodimo in pregledamo. Po sprehodu je sledila večerja. To so tradicionalno počeli možje Birlaw, sestavljeni iz članov sedmih trgov, ceha in sveta. Leta 2014 je bila tradicija po večletnem uradnem prekinitvi obujena.
V Stirlingu je približno šestnajst knjižnic in dve potujoči knjižnici. Umetnostna galerija in muzej Smith sta zdaj brezplačna za turiste in prebivalce. Shearerjev Penny Guide to Stirling and Neighborhood iz leta 1895 ga je navajal pod »Kako preživeti nekaj ur na moker dan«. Umetniški center Macrobert ima različne razstave in predstave. V Stirling Tolboothu in Albert Hallsu je veliko dogodkov. Stirling je večkrat gostil National Mòd: leta 1909, 1961, 1971 in 1987.

## Gospodarstvo
Z razvojem Stirlinga kot tržnega mesta in njegove lokacije kot središča prometa in komunikacij v regiji je razvil obsežen maloprodajni sektor, ki služi številnim okoliškim skupnostim in tudi samemu mestu. Osredotočeno predvsem na mestno središče, je veliko število verig trgovin, pa tudi nakupovalno središče Thistles. Vendar je bilo to povečano z razvojem izven mesta, kot je Springkerse Retail Park na mestni obvoznici vzhodno od Stirlinga.
Trenutno poteka velik nov projekt regeneracije na območju nekdanjega pristanišča in 160.000 m² nekdanjega ministrstva za obrambo, ki meji na železniško postajo Stirling. Znan kot Forthside, ima cilj razviti novo obalno četrt, povezano z železniško postajo prek mostu Forthside. Razvoj obsega maloprodajne, stanovanjske in komercialne elemente, vključno s konferenčnim centrom, hotelom in multiplex kinom Vue, ki bo na koncu razširil območje mestnega središča in ga povezal z reko Forth, ki je bila odrezana od mestnega središča od izgradnje obvoznice A9 pod železniško postajo v 1960-ih.
V storitvenem sektorju so največji zaposlovalci tako finančne storitve kot tudi turizem. Družba za finančne storitve in zavarovalništvo Scottish Amicable Life Assurance, ki je zdaj del družbe Prudential, je v 1970-ih ustanovila veliko bazo v Craigforthu na obrobju Stirlinga.
Kar zadeva turizem, je prisotnost zgodovinskih spomenikov, kot sta Stirlinški grad in Wallaceov spomenik ter druge bližnje znamenitosti, kot je safari park Blair Drummond, okrepila položaj Stirlinga kot pomembne turistične destinacije na Škotskem.
Univerza v Stirlingu in Stirling Council sta dva največja delodajalca na tem območju. Industrije, povezane z znanjem, raziskave in razvoj ter znanosti o življenju so se združile okoli univerze v inovacijskem parku univerze Stirling, blizu njenega glavnega kampusa.
Stirling je dom državnih gradbenih podjetij Ogilvie Group, ki jim predseduje Duncan Ogilvie, ki je bil leta 2009 uvrščen na seznam bogatašev Sunday Timesa kot vreden 32 milijonov funtov.
Raziskava Bank of Scotland iz leta 2009 je pokazala, da imajo delavci v Stirlingu najvišji povprečni zaslužek 716 GBP na teden.